# 샌디에고 세일스
샌디에고 컨키스타도르스/샌디에고 세일스(영어: San Diego Conquistadors/영어: San Diego Sails)는 캘리포니아주 샌디에고를 연고지로 하는 1972년부터 1975년까지 ABA 서부 디비전 소속 프로 농구 팀이다. 홈경기장은 피터슨 짐과 골든 홀 그리고 샌디에고 스포츠 아레나이다.
1978년부터 1984까지 같은 연고지(캘리포니아주 샌디에고)에 샌디에고 클리퍼스(영어: San Diego Clippers)가 있었다.

## 역대 홈경기장
| 경기장                                  | 사용기간      | 수용인원 | 장소                    | 비고 |
| --------------------------------------- | ------------- | -------- | ----------------------- | ---- |
| 샌디에고 컨키스타도르스/샌디에고 세일스 |               |          |                         |      |
| 피터슨 짐                               | 1972년~1973년 | 3,668명  | 캘리포니아주 샌디에이고 | 빈칸 |
| 골든 홀                                 | 1973년~1974년 | 3,200명  | 캘리포니아주 샌디에이고 | 빈칸 |
| 샌디에고 스포츠 아레나                  | 1974년~1975년 | 14,500명 | 캘리포니아주 샌디에이고 | 빈칸 |

## 역대 감독
| 감독                                    | 임기          |
| --------------------------------------- | ------------- |
| 샌디에고 컨키스타도르스/샌디에고 세일스 |               |
| K.C. 존스                               | 1972년~1973년 |
| 윌트 체임벌린                           | 1973년~1974년 |
| 알렉스 그로자                           | 1974년~1975년 |
| 베릴 시플리                             | 1974년~1975년 |
| 빌 머슬먼                               | 1975년~1976년 |

## 같이 보기
- 샌디에고 클리퍼스[1]
- 샌디에고 로키츠
- 샌디에고 클리퍼스[2]